# Cryptochilus sanguineus
Cryptochilus sanguineus är en orkidéart som beskrevs av Nathaniel Wallich. Cryptochilus sanguineus ingår i släktet Cryptochilus, och familjen orkidéer. Inga underarter finns listade i Catalogue of Life.